# Zdeněk Hanka
Zdeněk Hanka, vlastním jménem Zdeněk Šťastný (20. ledna 1956, Uherské Hradiště – 31. ledna 2020) byl český spisovatel, pohotovostní specialista a profesionální instruktor St. John Ambulance v Calgary v Kanadě.

## Život
Zdeněk Hanka žil od školních let v Praze a od roku 1999 žije v Kanadě. Po ukončení studia medicíny v roce 1982 na Karlově Univerzitě v Praze pracoval v nemocnici v Kadani. Po atestaci I. stupně nastoupil v Ústavu pro péči o matku a dítě v Praze Podolí jako novorozenecký lékař. Na jaře 1989 podepsal petici Několik vět, aktivně se účastnil demokratických proměn. V roce 1990 absolvoval vědeckovýzkumnou stáž na Univerzitě v Římě v oboru novorozenecké imunologie. Roku 1991 uspěl ve výběrovém řízení na místo ředitele zdravotnického zařízení, dědictví po OÚNZ Praha 4. V roce 1995 byl vybrán v rámci programu HOPE na postgraduální stáž na University of South Florida, kde obhájil tezi v oboru řízení zdravotnictví. Vyučoval na zdravotnické škole, lékařské fakultě Univerzity Karlovy, byl členem redakční rady populárního časopisu pro zdravý životní styl. Jako externí poradce Ministerstva zdravotnictví se podílel na alokaci medicínské technologie. Po obhajobě atestace II. stupně pomáhal rozvíjet program na Škole veřejného zdravotnictví. Vedle klinické, vědecké a řídící práce ve zdravotnictví v devadesátých letech aktivně přispíval k rozvoji humanitárních programů orientovaných na dětskou populaci. Ve druhé polovině devadesátých let předložil privatizační projekt zdravotnického zařízení, jehož byl ředitelem. Projekt byl podpořen vládou a schválen pro realizaci. Tlak vnějších subjektů zainteresovaných na privatizaci ho přinutil odstoupit od privatizace a odstěhovat se s rodinou do Kanady.
V Kanadě začínal pracovat jako pomocný dělník v panelárně a také jako pouliční prodavač. Na Bow Valley College absolvoval studium pomocného zdravotnického personálu a začal pracovat v domově pro seniory. S cílem získat prostředky pro příslušné zkoušky k obnovení lékařské licence práci v domově pro seniory opustil a založil restauraci Country Garden Café. Získal jednoho zaměstnance, bývalou spolupracovnici z domova pro seniory. Během práce v restauraci absolvoval dálkově studium Essentials of Project Management na Villanova University v USA. Restauraci obrátil v ziskový subjekt a po dvou letech ji odprodal. U zkoušek pro získání lékařské licence neuspěl. Pracoval na letišti jako navaděč a také jako řidič školního autobusu. Ani při druhém pokusu o zkoušku neuspěl, absolvoval studijní program laboranta a byl přijat do laboratoře pro odběr a zpracování biologických materiálů. Při dalším pokusu lékařské zkoušky k získání licence úspěšně složil a přihlásil se k příslušné rezidentuře. Vzhledem k nedostatku pracovních míst byla žádost opakovaně zamítnuta, a tak se ucházel o studium pohotovostního specialisty v oboru paramedik. Po absolvování tohoto studia získal Zdeněk Hanka místo specialisty záchranáře v oblasti kanadského severu. Brzy mu byla nabídnuta pozice koordinátora ve vedení společnosti, kterou přijal. Celou společnost později odkoupil jiný subjekt, čímž příslušné pracovní místo zaniklo. Zdeněk Hanka absolvoval studium instruktora a lektora pro zásah prvního kontaktu. Do své smrti uvedený obor přednášel.

### Zájmy
Vedle psaní má rád hudbu, jako dítě se učil hrát na cimbál, v době studia na gymnáziu hrál v hudebních skupinách na mandolínu, kytaru a krátce na basovou kytaru a pro osobní potěšení hraje na klavír. Amatérsky maluje, patří mezi spoluzakládající členy Klubu 89. Získal zkušenost s jevištěm i amatérským filmem.

#### Psaní
Zdeněk Hanka začal psát během studentských let drobné povídky. Soubor „Rozhovory s oblohou“, který nikdy nebyl publikován, vycházel z jeho horolezecké činnosti. Svůj první text vydal časopisecky a pro knižní publikování jej nabídl nakladatelství Mladá fronta. Text byl přijat a Zdeňku Hankovi vyšla prvotina Lék pod kůží. Odpovědná redaktorka PhDr. I. Zítková navrhla, aby si Zdeněk Šťastný zvolil autorské jméno vzhledem ke skutečnosti, že autorův jmenovec již publikuje. Vzniklo jméno Zdeněk Hanka, podle jména autorovy ženy.

## Dílo
- Lék pod kůží (Mladá fronta 1988, eReading 2013, e-kniha)
- Léčitelé jak je neznáte (Eminent, 1991)
- Uspávanka (Gemma 89 1992, eReading 2013, e-kniha)
- Zoologická zahrádka (Zora 1992)
- Vila v Rokli (Žaket 1994, eReading 2013, e-kniha)
- Kavárna (Mezera, 2009)
- Partitura pro srdce (Mezera 2010)
- Platina (Mezera, 2010)
- Hedvábný řetěz (Mezera, 2010)
- Severně od šedesáté páté (eReading, 2013, e-kniha, Triton 2015)
- Najdu tě (eReading, 2013, e-kniha)
- Zrcadlo v mlze (eReading, 2013, e-kniha)
- Dopis do ticha (eReading, 2013, e-kniha, Alpress 2016)
- Libreto pro pantomimu aneb Od krbu ke krbu a potom do krbu (eReading, 2013, e-kniha)
- Hry a hrátky se zvířátky (Albatros, 2013) Tato kniha vznikla z iniciativy autora veršů na pomoc občanskému sdružení FOD. Obrázky k básničkám namalovaly děti z Klokánku.
- Fortissimo (eReading, 2014, e-kniha, ilustrace Alena Trávničková)
- Horečka ostrova Zang (eReading, 2014, e-kniha, ilustrace Alena Trávníčková)
- Střípek malachitu (eReading, 2014, e-kniha; Alpress 2017)
- Vedle autorských knih Zdeněk Hanka přeložil z angličtiny thriller Twilight Petera Jamese (Příšeří, Naše Vojsko 1993) a společně s Marií Koubovou přeložil práci Rosemary Gladstar, Herbal Healing for Women (Přírodní léčba pro ženy, TOK-Eminent 1995)